# Sarremezan
 Sarremezan  là một xã thuộc tỉnh Haute-Garonne trong vùng Occitanie tây nam nước Pháp. Xã này nằm ở khu vực có độ cao trung bình 420 mét trên mực nước biển.
Lâu đài Sarremezan là một lầu đài xây vào thế kỷ 15 được Bộ Văn hóa Pháp xếp hạng vào danh sách di tích lịch sử.